# Oplany
Obec Oplany se nachází v okrese Praha-východ (do 31. prosince 2006 v okrese Kolín), kraj Středočeský. Rozkládá se asi čtyřicet kilometrů jihovýchodně od centra Prahy a devatenáct kilometrů jihovýchodně od města Říčany. Žije zde 112 obyvatel.

## Historie
První písemná zmínka o obci pochází z roku 1379. Od 11. května 2006 obec užívá znak a vlajku. (Počtem obyvatel je jednou z nejmenších obcí se znakem a vlajkou.)

## Obecní správa
V roce 1869 k obci patřily Výžerky.

### Územněsprávní začlenění
Dějiny územněsprávního začleňování zahrnují období od roku 1850 do současnosti. V chronologickém přehledu je uvedena územně administrativní příslušnost obce v roce, kdy ke změně došlo:
- 1850 země česká, kraj Pardubice, politický i soudní okres Černý Kostelec[6]
- 1855 země česká, kraj Praha, soudní okres Černý Kostelec[6]
- 1868 země česká, politický okres Český Brod, soudní okres Černý Kostelec[6]
- 1939 země česká, Oberlandrat Kolín, politický okres Český Brod, soudní okres Kostelec nad Černými lesy [7]
- 1942 země česká, Oberlandrat Praha, politický okres Český Brod, soudní okres Kostelec nad Černými lesy [8]
- 1945 země česká, správní okres Český Brod, soudní okres Kostelec nad Černými lesy[9]
- 1949 Pražský kraj, okres Český Brod[10]
- 1960 Středočeský kraj, okres Kolín[11]
- 2007 Středočeský kraj, okres Praha-východ[12]

## Současnost

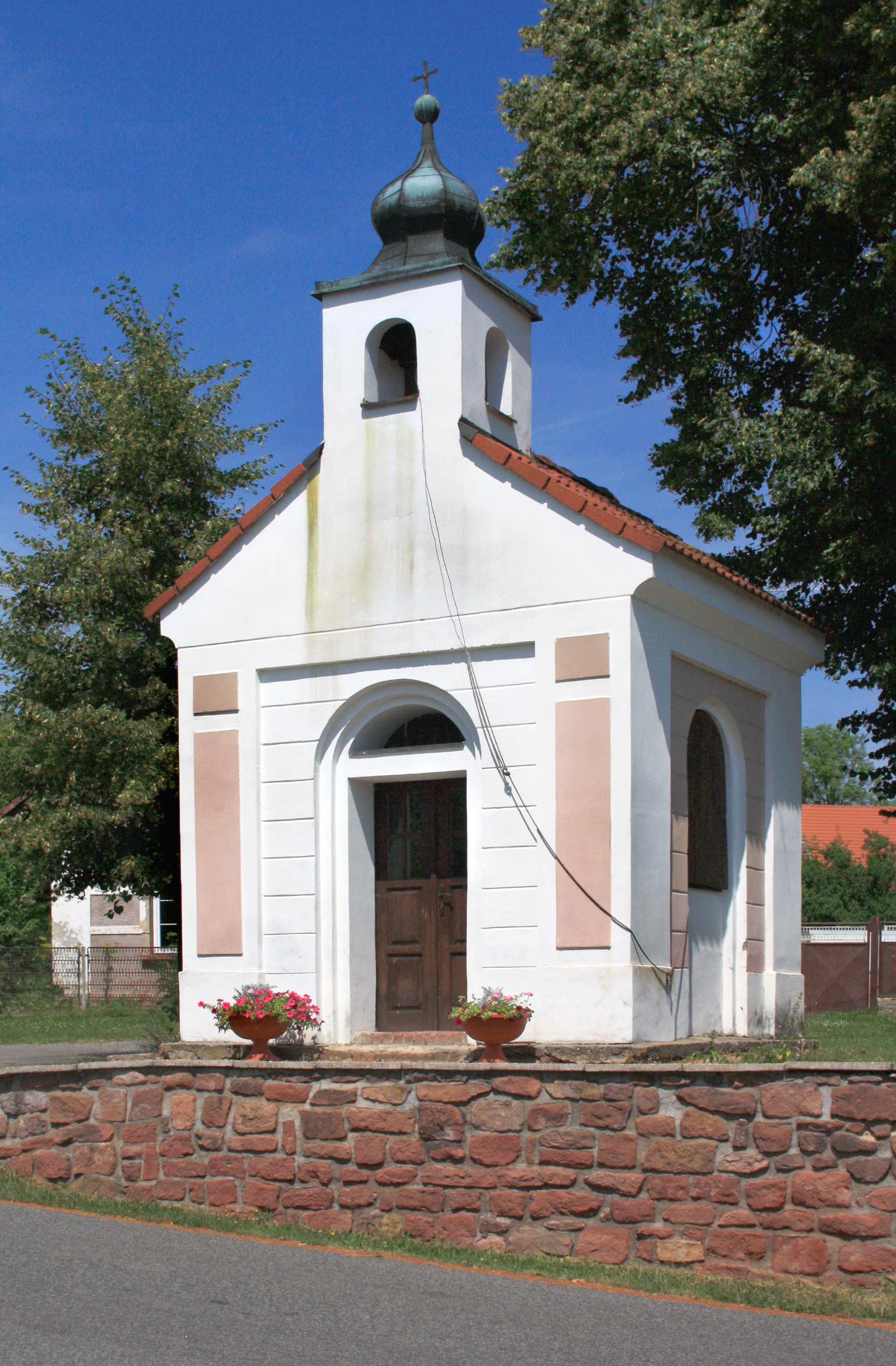
Kaplička na horní návsi

Funguje zde sbor dobrovolných hasičů, který pomáhá především při přírodních katastrofách (odklízení polomů po vichřicích), ale i při organizaci obecních akcí.
Bývalá starostka obce PhDr. Vladislava Moravčíková se roku 2009 stala vítězkou 1. ročníku soutěže ČSOB Poštovní spořitelna Starosta roku (soutěž pro malé obce do 2000 obyvatel). Jako největší důvod pro zisk tohoto titulu uvedla porota oživení obce; nejméně jednou za čtrnáct dní se zde koná nějaká společenská akce, např. Vánoční turnaj ve stolním tenise, Oplanská běžka (závod na běžkách), případně Oplanská pěška (při nedostatku sněhu), Masopustní rej masek, Velká noc (dobrodružná stezka nejen pro děti na Velký pátek), Pálení čarodějnic, Dětský den, KolOplan Lesem Tour (cyklistická soutěž), pouť, Oplanská Bloudička (závod v orientačním běhu), den seniorů, posvícení a další.
V souvislosti s výročím 630 let obce, 250 let od vysvěcení kapličky a 115 let od založení místních hasičů proběhly v roce 2009 četné oslavy.
Obec se od roku 2007 zúčastňuje soutěže Vesnice roku, v roce 2009 získala diplom za péči o veřejná prostranství, v roce 2008 ocenění za všestranný rozvoj stejně jako v roce 2007.
Od roku 2010 je starostou Ing. Robert Bárta, který je veřejně známý jako herec a kulisák Divadla Járy Cimrmana.

## Doprava
Dopravní síť
- Pozemní komunikace – Do obce vedou silnice III. třídy. Území obce protíná silnice II/108 Český Brod – Kostelec nad Černými lesy – Stříbrná Skalice.

- Železnice – Železniční trať ani stanice na území obce nejsou.

Veřejná doprava 2025
- Autobusová doprava – V obci má zastávku příměstská autobusová linka 659 v trase Český Brod,žel.st. - Přistoupim - Krupá - Kostelec nad Černými lesy,nám. – Nučice - Výžerky - Konojedy - Oplany - Vlkančice - Stříbrná Skalice,žel.st. - Stříbrná Skalice,nám.

## Další fotografie

Oplany
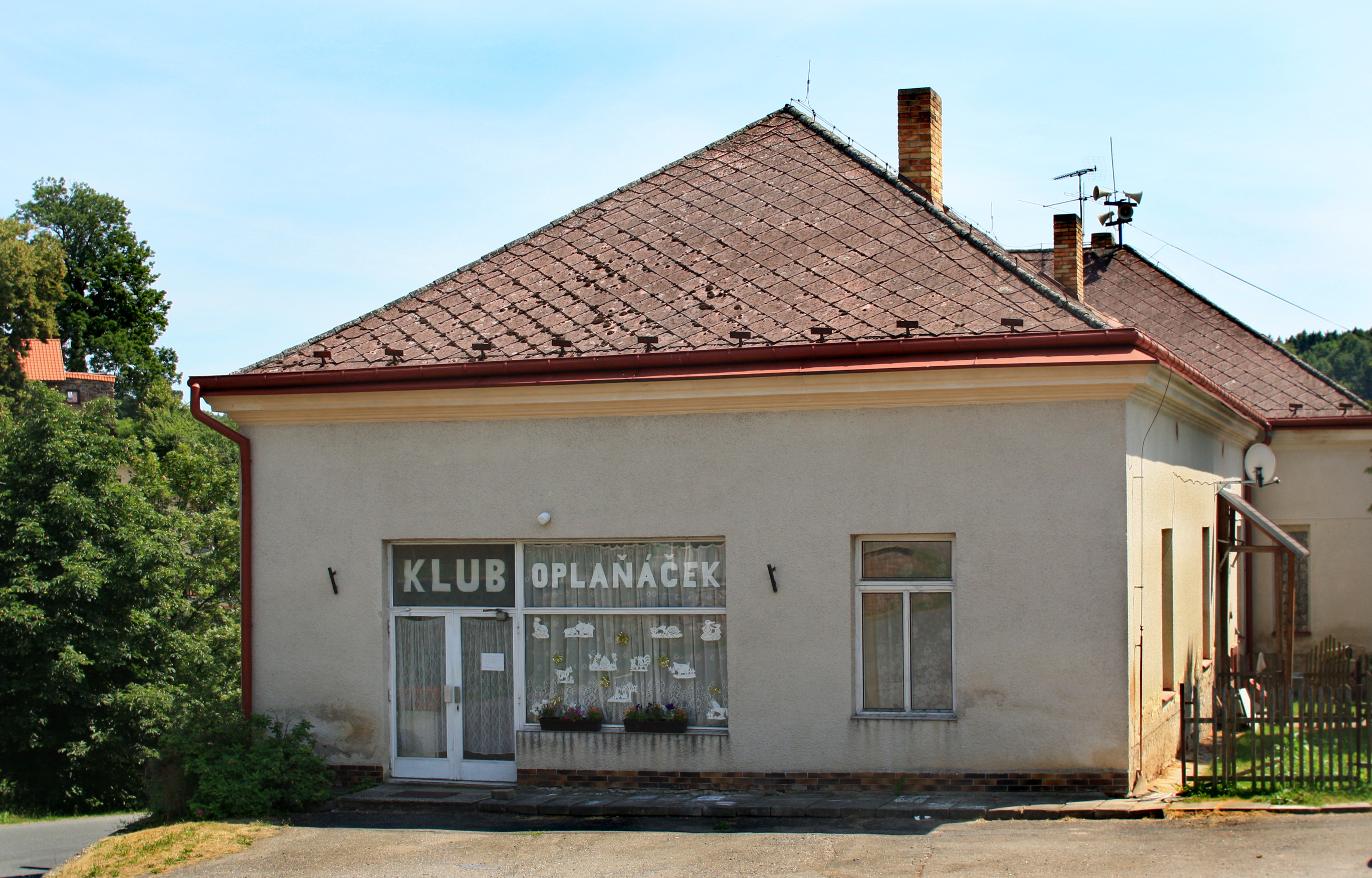
Kulturní centrum
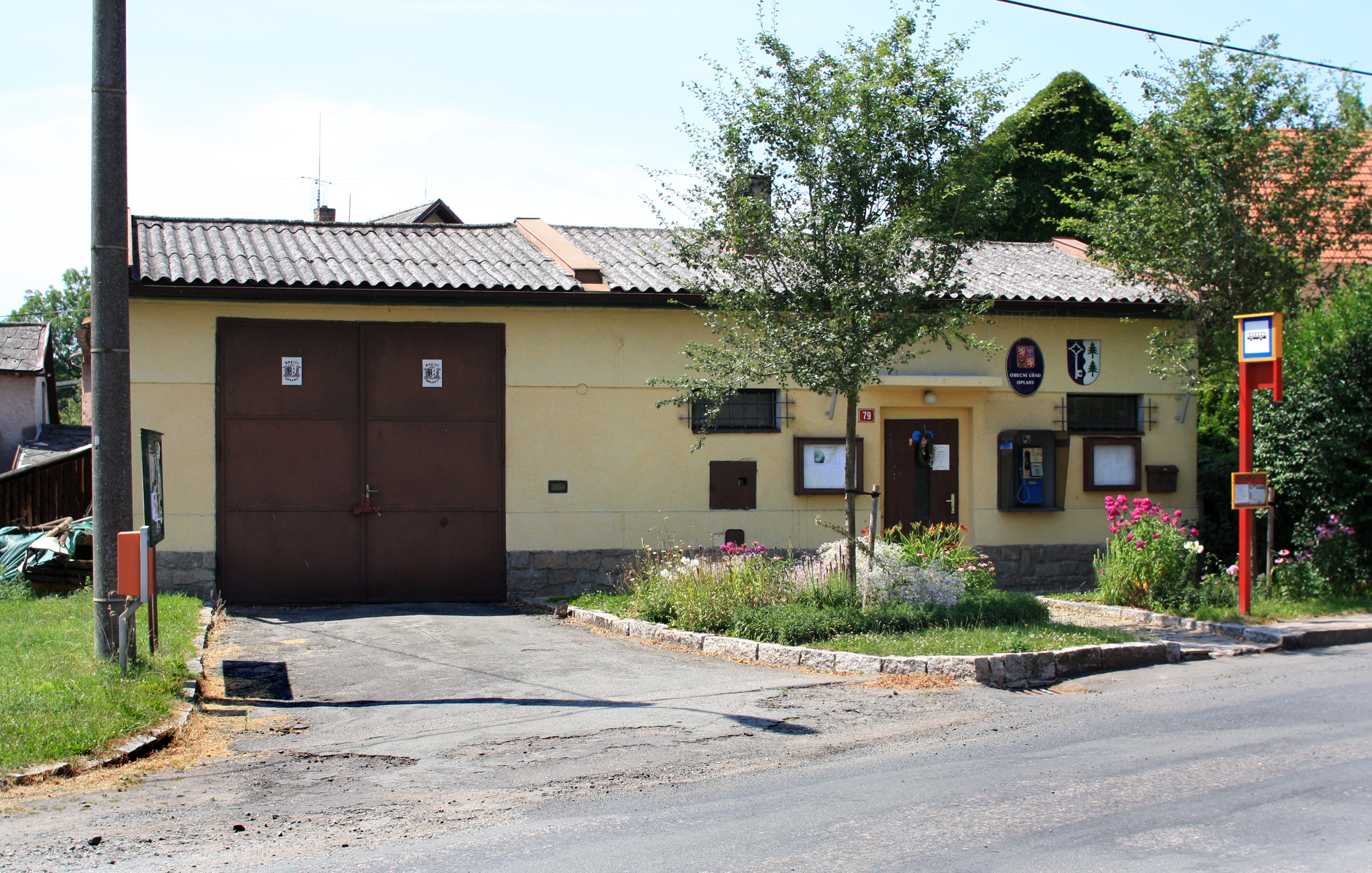
Obecní úřad
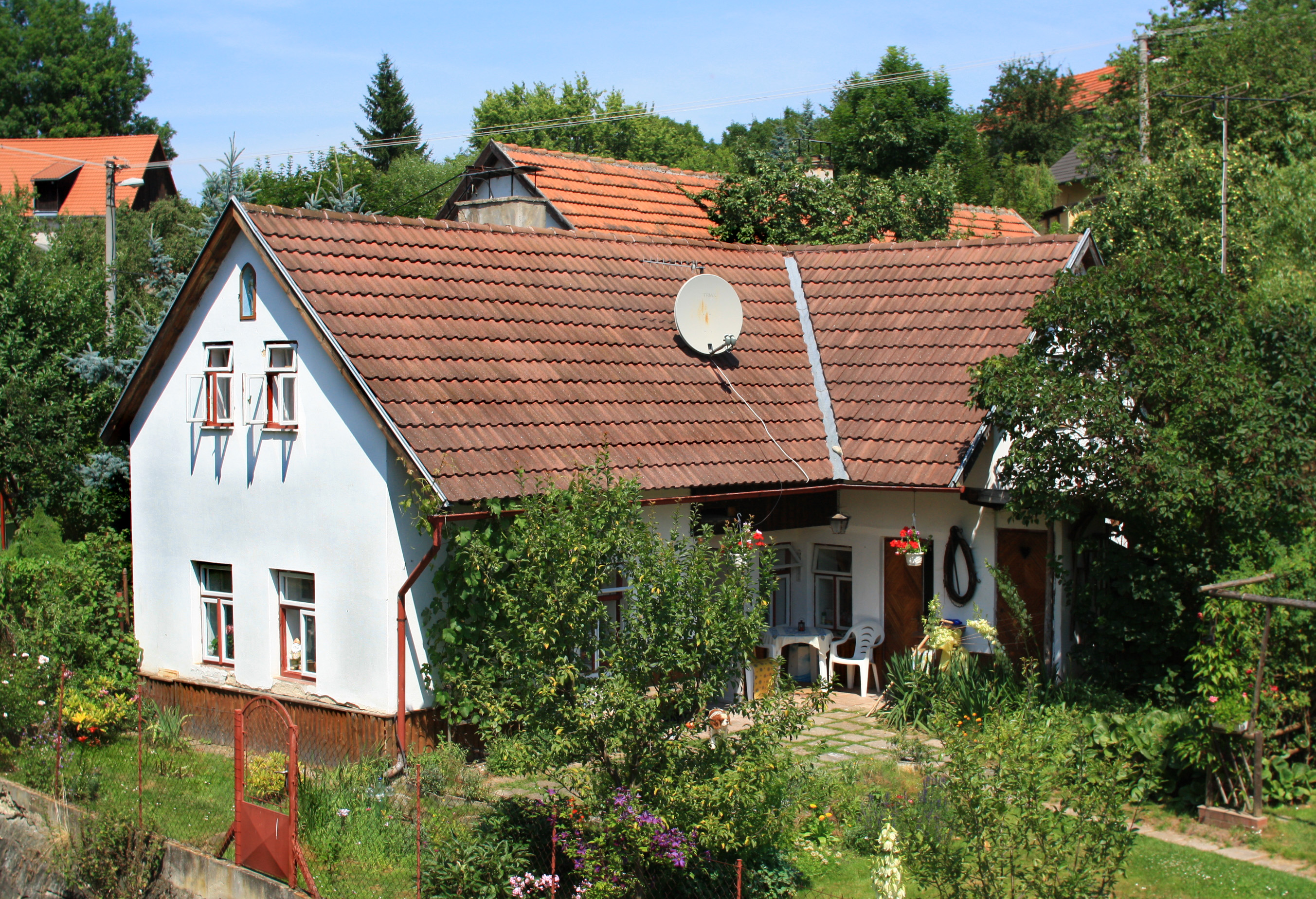
Domek u potoka
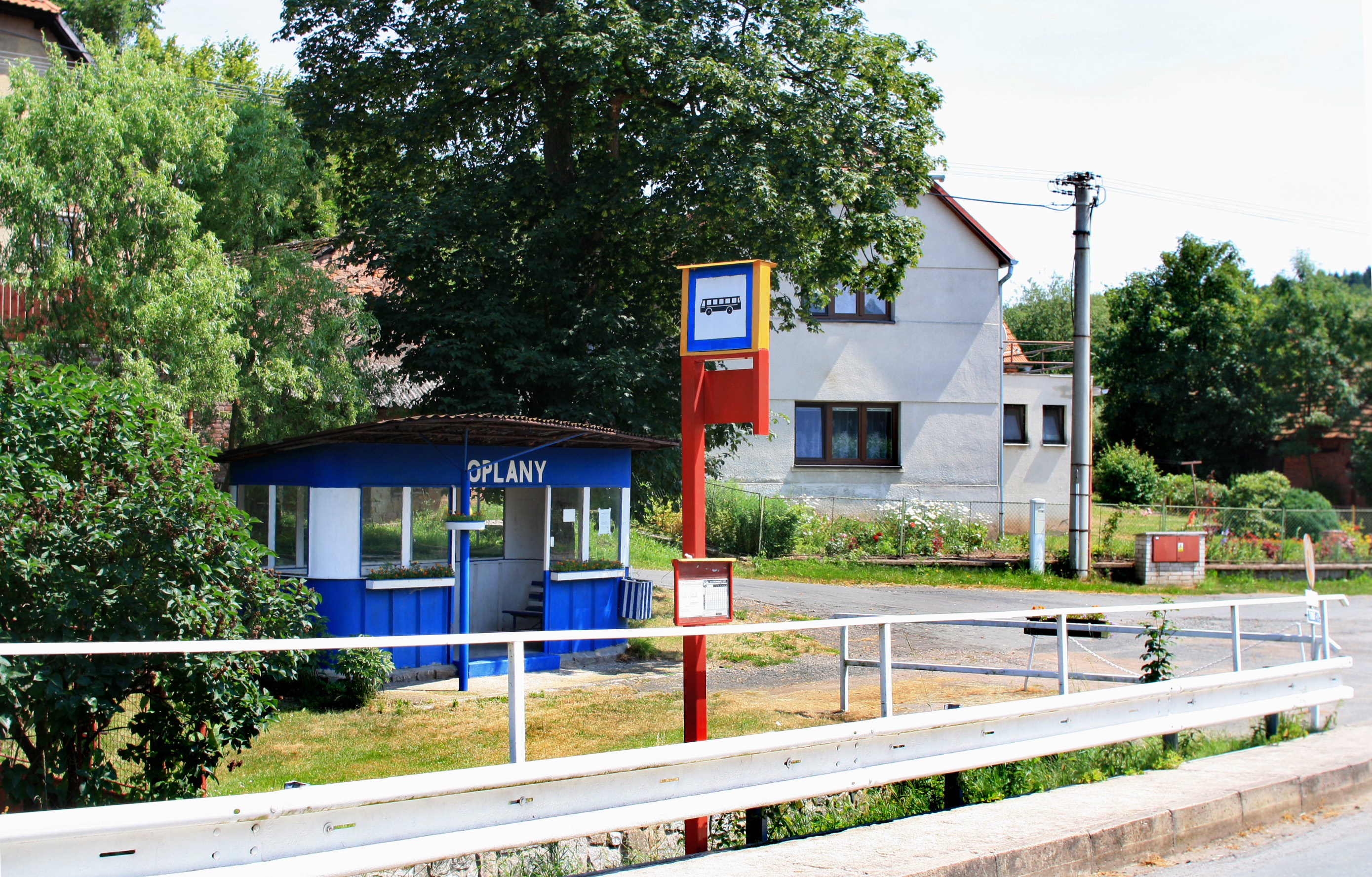
Zastávka autobusu
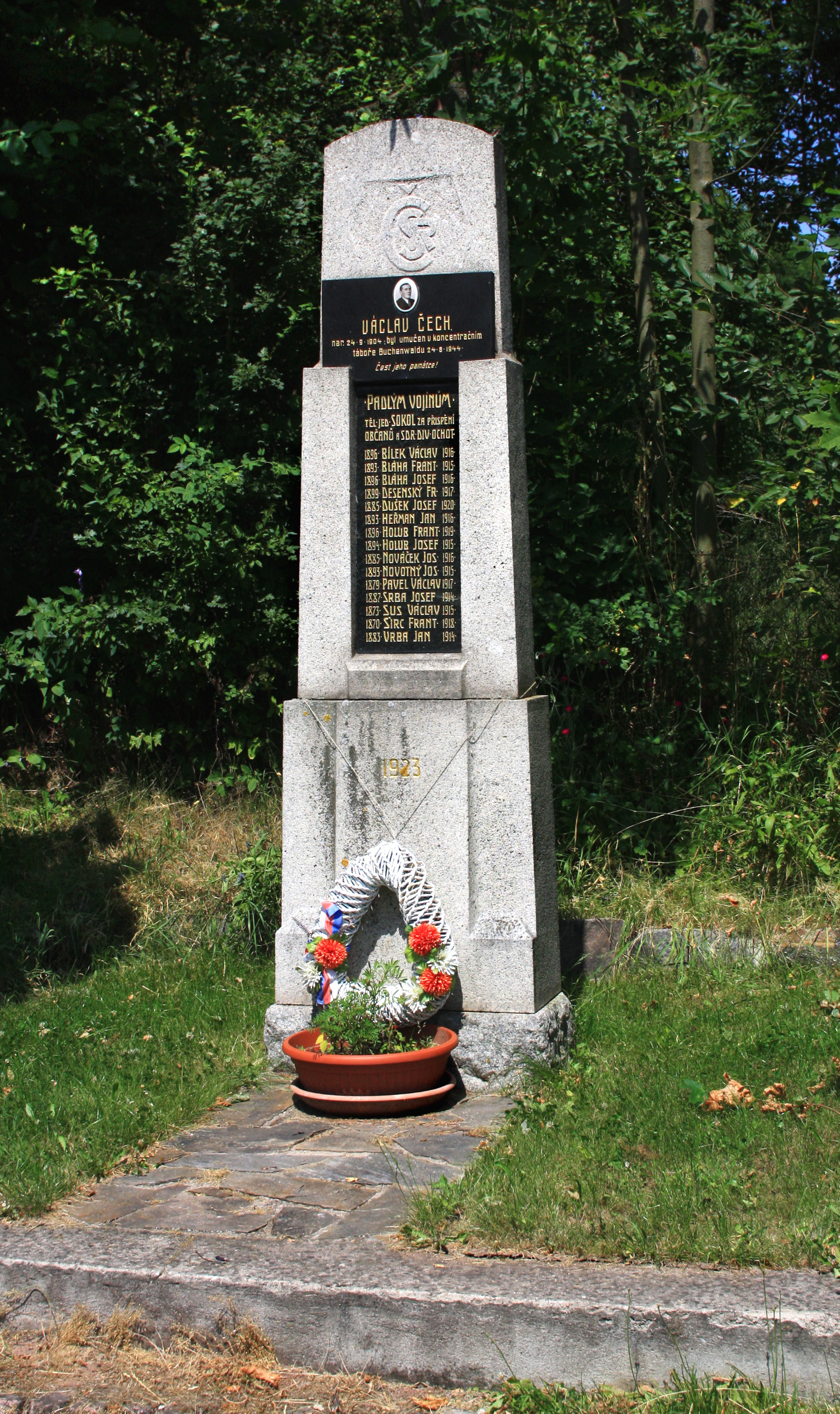
Památník obětem
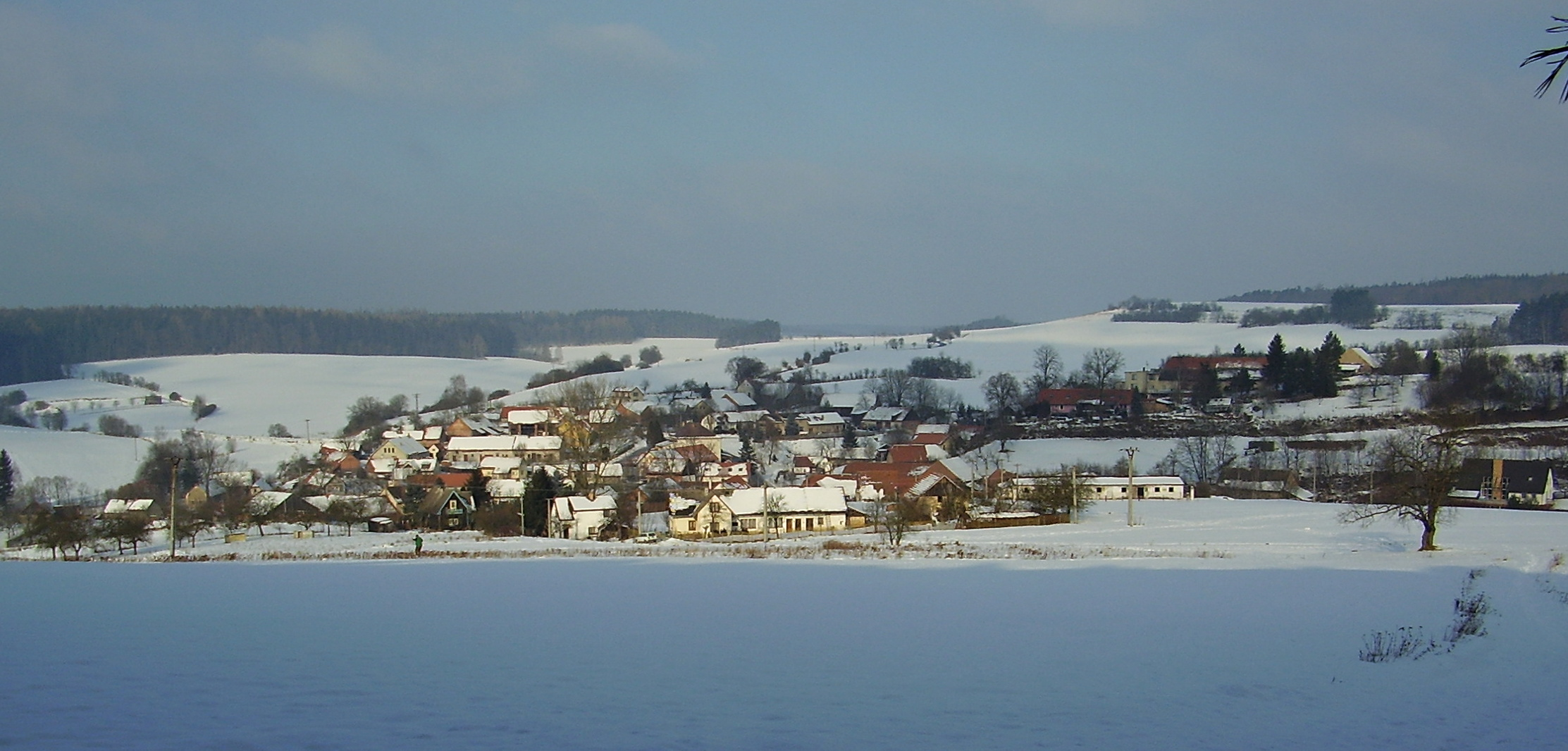
Zimní pohled
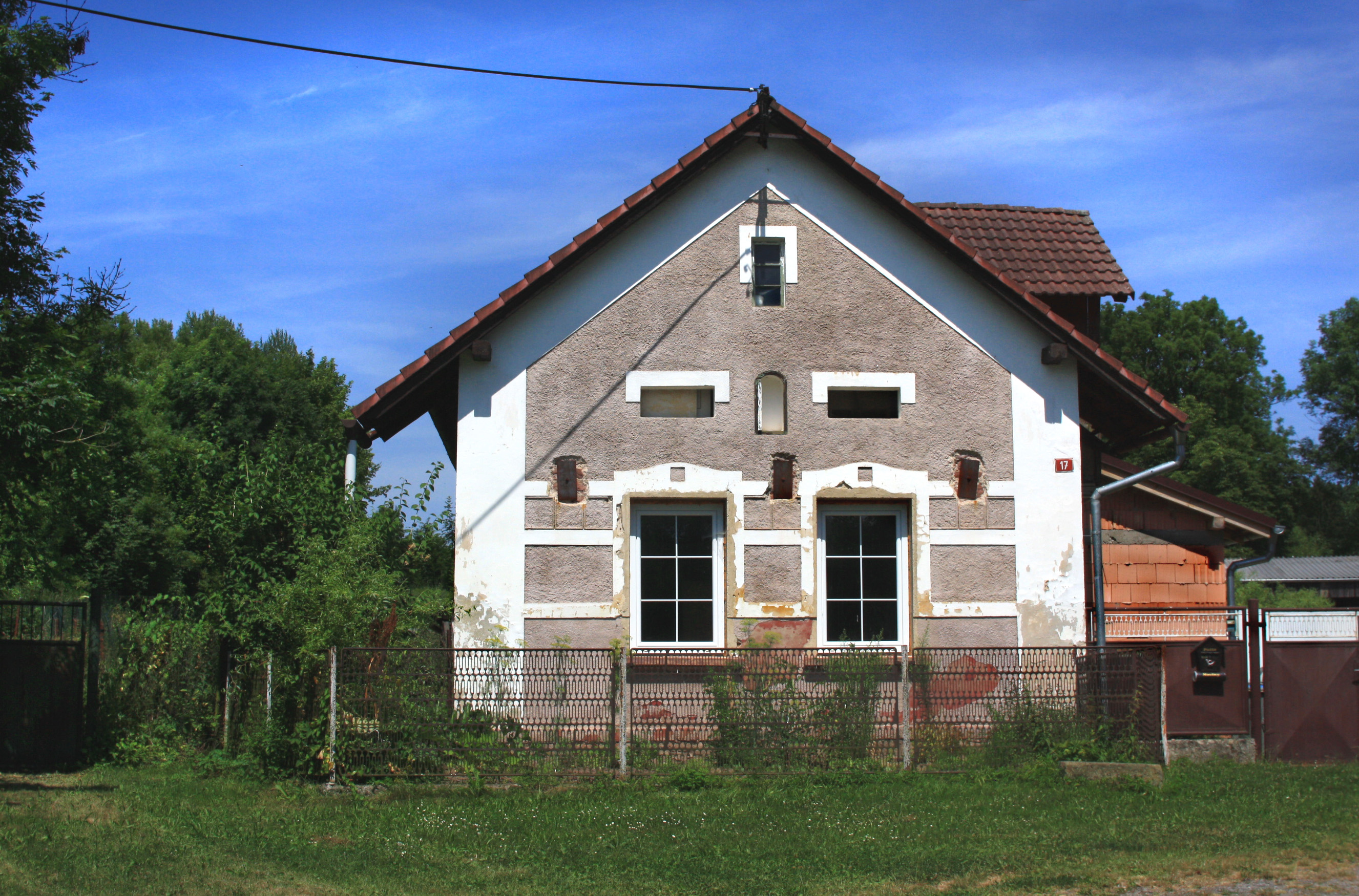
Stavení
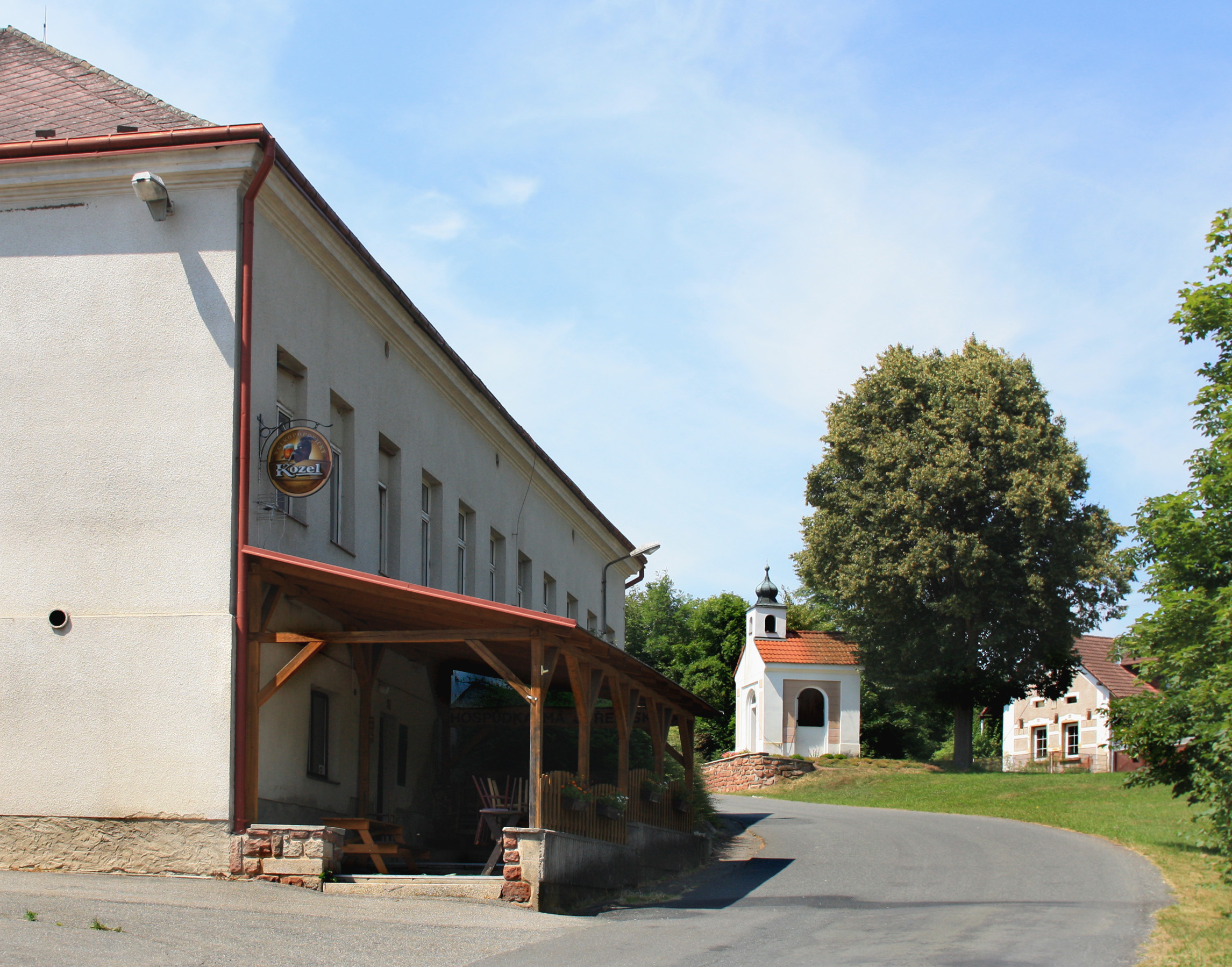
Restaurace